# Xysticus roonwali
Espèce
Xysticus roonwali est une espèce d'araignées aranéomorphes de la famille des Thomisidae.

## Répartition et habitat
Cette espèce peut s'observer sous les pierres en Inde et au Népal, plutôt à des altitudes élevées.

## Description
Xysticus roonwali mesure environ 4,7 mm. Elle est brune, l'abdomen étant un peu plus foncé que le céphalothorax.

## Systématique et taxinomie
Cette espèce a été décrite en 1964 par l'arachnologue et spécialiste des araignées indiennes Benoy Krishna Tikader (en). 

## Étymologie
L'épithète spécifique rend hommage à Mithan Lal Roonwal (en), directeur du Zoological Survey of India (en) de 1956 à 1965.

## Publication originale
- (en) B. K. Tikader, « Zoological results of the Indian Cho You expedition (1958) in Nepal », Zoological Survey of India, Calcutta, vol. 8,‎ 1958, p. 13-267 (lire en ligne)